# Сабине Браун
Сабине Браун (Есен, 19. јун 1965.) бивша је немачка атлетичарка која се такмичила у седмобоју.
1984. освојила је шесто место на Олимпијским играма у Лос Анђелесу. На Олимпијским играма у Барселони 1992. освојила је бронзану медаљу иза Џеки Џојнер-Керси. На Олимпијским играма 1996. у Атланти освојила је 7. место а на Олимпијским играма 2000. у Сиднеју освојила је 5. место.
На Светским првенствима освојила је злато 1991. и 1997. и сребро 1993. На европским првенствима освојила је злато, 1990. и 1994., и сребрну медаљу 2002. 
Била је четворострука победница на такмичењу Хипо митинг у Гецису. На овом митингу је 1992. поставила немачки рекорд од 6.985 поена, који је и даље актуелан.
У јесен 2002. завршила је своју спортску каријеру.

## Приватни живот
Сабине Браун се отворено изјашњава као лезбијка и живи са некадашњом немачком бацачицом копља Беате Петерс.